# 10 Cloverfield Lane
10 Cloverfield Lane è un film del 2016 diretto da Dan Trachtenberg.
Film di fantascienza e thriller psicologico, sceneggiato da Josh Campbell, Matthew Stuecken e Damien Chazelle, interpretato da Mary Elizabeth Winstead, John Goodman e John Gallagher Jr., è il secondo film del franchise Cloverfield. Il film inizialmente viene sviluppato sulla base di uno script chiamato The Cellar, ma sotto la produzione dell'etichetta Bad Robot è stato convertito nel sequel spirituale di Cloverfield.
La trama si svolge all'interno di un bunker, dove la protagonista è tenuta inizialmente prigioniera dopo avere subito un incidente automobilistico. Si ritrova in compagnia di due uomini che a più riprese tentano di convincerla che un evento apocalittico ha reso la superficie della Terra inabitabile. Il film è presentato in terza persona, in contrasto con lo stile found footage del suo predecessore.

## Trama
Michelle, in seguito a una discussione con il suo fidanzato, lascia New Orleans e, dopo aver appreso dalla radio di continui blackout nelle principali città dello Stato, ha un terribile incidente in seguito al quale perde i sensi. Al suo risveglio, la ragazza, si ritrova incatenata in una stanza priva di finestre e un uomo, Howard, le spiega che gli Stati Uniti sono stati attaccati e che lui l'ha salvata portandola nel suo ampio e rifornitissimo bunker, dopo averla trovata incosciente fuori strada, perché gli ricorda sua figlia Megan.
Nel bunker si trova anche un altro uomo, Emmet, anche lui ospitato da Howard.
Sospettando una macchinazione di Howard, Michelle gli ruba le chiavi e sta per fuggire quando una vicina di Howard, Leslie, che ha il volto visibilmente lesionato da agenti tossici, inizia a colpire ripetutamente il vetro blindato della porta fino a morire, convincendo Michelle a non uscire all'esterno.
Con il passare del tempo i tre cominciano a adattarsi nel vivere isolati, ma le cose però cambiano quando Michelle, entrata nella camera del compressore attraverso i condotti dell'aria al fine di ripristinare il sistema di filtraggio dell’aria, vede la parola HELP ("aiuto") incisa con le unghie sul lato interno di una finestrella e trova un orecchino insanguinato uguale a quello che aveva visto indosso a Megan in una foto.
Quando poi Michelle mostra foto e orecchino a Emmett che sostiene che la ragazza della foto non sia Megan, bensì Brittany, una ragazza del suo liceo scomparsa anni prima, i due si convincono che Howard sia uno psicopatico pericoloso e pianificano la fuga: Michelle, dopo aver fabbricato una maschera antigas e una tuta protettiva, ruberà le chiavi di Howard e uscirà a cercare aiuto.
Tuttavia Howard sospetta qualcosa così, dopo aver mostrato loro un bidone di acido perclorico, li accusa di cospirare contro di lui e quando Emmett si prende la colpa, Howard lo uccide sparandogli. Nonostante il sacrificio di Emmett, Howard trova la tuta protettiva di Michelle che, dopo un breve inseguimento che causa il rovesciamento del bidone di acido nonché un cortocircuito con annesso lo scoppio di un incendio, recupera tuta e maschera e riesce a scappare all'esterno del bunker.
Pochi secondi fuori le bastano per rendersi conto della shoccante verità: l'aria non è tossica ma una nave biomeccanica extraterrestre, attirata dall'esplosione del bunker, sta puntando nella sua direzione.
Arrivata sopra alla fonte del rumore, la navicella rilascia a terra una sentinella per indagare, così Michelle fugge prima verso la casa di Howard e poi nel suo furgone, ma viene scoperta e prelevata assieme al furgone dalla nave che si prepara a inghiottirla. Ormai disperata, Michelle approfitta di una bottiglia di whisky e di un accendino lasciati da Howard nel furgone per assemblare una molotov e gettarla nella "bocca" della nave, incendiandola e distruggendola.
Ripresasi dalla caduta del veicolo al suolo, Michelle sale sull’auto di Leslie e, mentre alla radio un comunicato informa i sopravvissuti di procedere verso Houston, si allontana colpendo la cassetta delle lettere facendola cadere e mostrando l'indirizzo di Howard: 10 Cloverfield Lane.

## Produzione
Nell'aprile 2014 Dan Trachtenberg viene scelto dalla Bad Robot per dirigere il film, inizialmente intitolato The Cellar; nel settembre 2014 il titolo del film è stato modificato in Valencia. Le riprese principali del film sono cominciate il 20 ottobre 2014 a New Orleans, in Louisiana, e sono terminate il 15 dicembre 2014.

## Promozione
(Tagline del film)
Il primo teaser del film è stato allegato alle copie statunitensi del film 13 Hours: The Secret Soldiers of Benghazi di Michael Bay, e pubblicato poco dopo online.

### Marketing virale
Sul sito della Tagruato, immaginaria compagnia al centro del primo film Cloverfield e del relativo marketing, è comparsa una sezione intitolata Impiegato del Mese aggiornata a febbraio 2016, in cui è possibile vedere il volto di Howard Stambler, l'antagonista del film, descritto come membro della sussidiaria Bold Futura. Il sito dice sul personaggio: "Howard celebrerà il suo settimo anniversario con la Bold Futura in autunno. Questo mese, l’impeto di Howard, il suo impegno e il suo rifiuto di soluzioni facili hanno rappresentato un grande passo in avanti nella trasmissione dei dati di diagnosi a cura di due satelliti dei nostri clienti". Infatti nella scena in cui Michelle arriva nella camera del compressore, si intravede per terra una busta che reca due indirizzi: uno è appunto 10 Cloverfield Lane e il secondo è quello della sede giapponese della Tagruato.

## Distribuzione
Il film è stato distribuito nelle sale cinematografiche statunitensi l'11 marzo 2016 e il 28 aprile 2016 nelle sale italiane.

## Accoglienza
Il film, costato 15 milioni di dollari, ne ha incassati 108,3 milioni.
In linea generale il film ha ottenuto ottime recensioni da parte della critica. Sull'aggregatore di recensioni Rotten Tomatoes ottiene il 90% di recensioni positive, mentre su Metacritic ottiene un punteggio di 75/100. È stata apprezzata l'idea di un film con pochi attori e un'ambientazione unica. Molti critici hanno elogiato l'interpretazione di John Goodman.

## Sequel
Il 5 febbraio 2018 debutta sulla piattaforma digitale Netflix il terzo capitolo della saga intitolato The Cloverfield Paradox.

## Riconoscimenti
- 2017 - Directors Guild of America Award[10]
  - Candidatura per il Miglior regista di un'opera prima
- 2017 - Saturn Award[11]
  - Miglior film thriller
  - Miglior attrice a Mary Elizabeth Winstead
  - Miglior attore non protagonista a John Goodman
  - Candidatura per il miglior montaggio a Stefan Grube